# Svarta september (organisation)
Svarta september var namnet på en palestinsk terroristgrupp, med sitt namn taget från inbördeskriget Svarta september i Jordanien 1970. Gruppen är mest känd för aktionen vid de olympiska sommarspelen i München 1972 då åtta medlemmar den 5 september tillfångatog elva israeliska idrottsmän och senare dödade dessa.
Gruppen, och dess namn, kom från konflikten i Jordanien som kom att kallas Svarta september. Jordaniens kung Hussein förklarade den 16 september 1970 att krigslagar skulle gälla i landet. Anledningen till införande av krigslagarna var att den PLO-anknutna organisationen Fedayeen hade vuxit i styrka under en period, något som oroade den jordanska regeringen. Fedayeen var en nationalistisk militant rörelse bestående av palestinier och andra araber som ville ta över makten i Jordanien. I samband med införandet av krigslagar så attackerade den jordanska armén olika grupper som stod nära PLO, med syftet att få bort dem från landet. Attackerna och konflikten som uppstod mellan den jordanska regeringen och PLO-grupperna benämndes Svarta september av PLO. Den 25 september 1970 skrev parterna under en vapenvila. När konflikten var slut hade tusentals palestinier dött eller flytt landet.
Gruppens första mer uppmärksammade attentat genomfördes den 28 november 1971, då fyra unga män mördade Jordaniens premiärminister Wasif al-Tel i Kairo, Egypten. När de greps av egyptisk polis förklarade de direkt att de var medlemmar i Svarta september. En kort tid senare följde ytterligare två attentat. I december samma år undkom Jordaniens Londonambassadör med knapphet ett attentat, och senare lurades två engelska kvinnor att ta med sig en radioapparat ombord på ett flygplan mellan Rom och Tel Aviv. "Radioapparaten" visade sig emellertid vara en bomb, som sprängdes när planet var i luften. Piloten lyckades dock nödlanda på flygfältet i Rom.[källa behövs]